# Chlamydomonas monpulsata
Chlamydomonas monpulsata là một loài tảo trong họ Chlamydomonadaceae, thuộc chi Chlamydomonas.